# Arnt Volkenborn
Arnt Volkenborn (* 11. Dezember 1942 in Rheydt) ist ein deutscher Mathematiker.
Volkenborn wurde 1971 an der Universität zu Köln promoviert (Ein p-adisches Integral und seine Anwendungen: die allgemeinen p-adischen Bernoullischen Zahlen; Spezielle p-adische Funktionen). Er war seit 1976 Wissenschaftlicher Rat und von 1976 bis 2008 Professor für Mathematikdidaktik an der Universität zu Köln.
Er führte in seiner Dissertation ein p-adisches Integral ein (Volkenborn-Integral).

## Schriften
- Ein p-adisches Integral und seine Anwendungen, Teil 1,2, Manuscripta Mathematica, Band 7, 1972, 341–373, Band 12, 1974, S. 17–46
- On generalized p-adic integration, Mémoires de la Société Mathématique de France, Band 39–40, 1974, S. 375–384